# 灰三齿鲨
灰三齿鲨（学名：Triaenodon obesus），又譯三齿鲨，又称白顶礁鲨、白头礁鲨（注意：勿与遠洋白鰭鯊混淆），是真鲨科灰三齿鲨属的唯一成员。

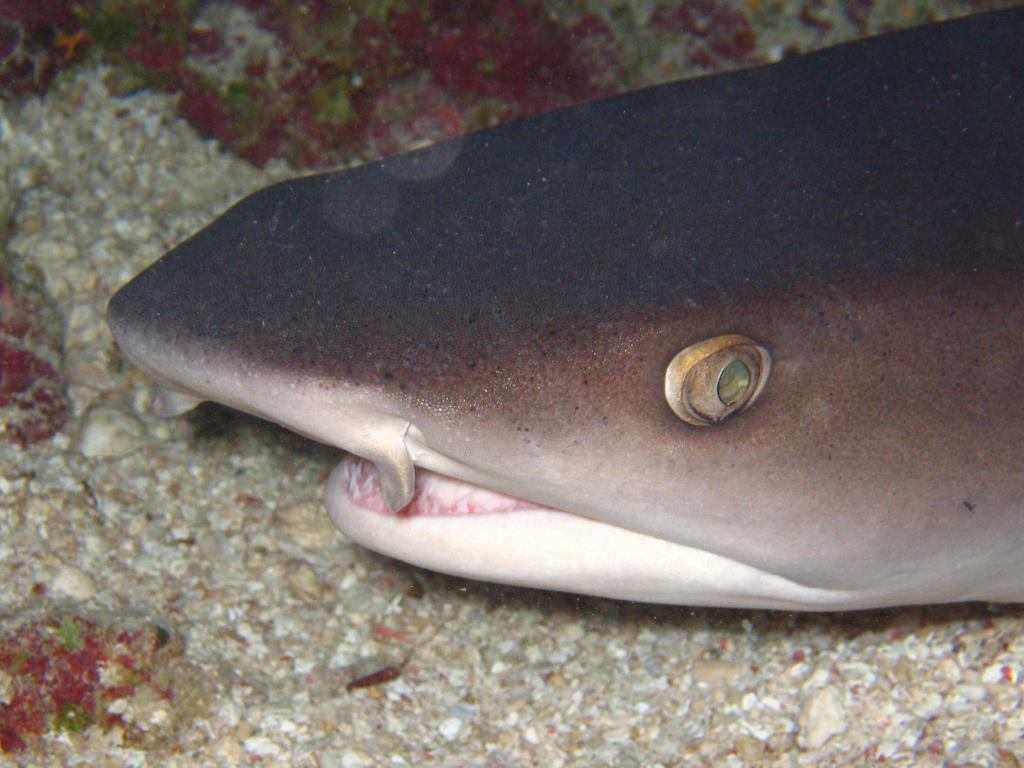
灰三齿鲨的头部

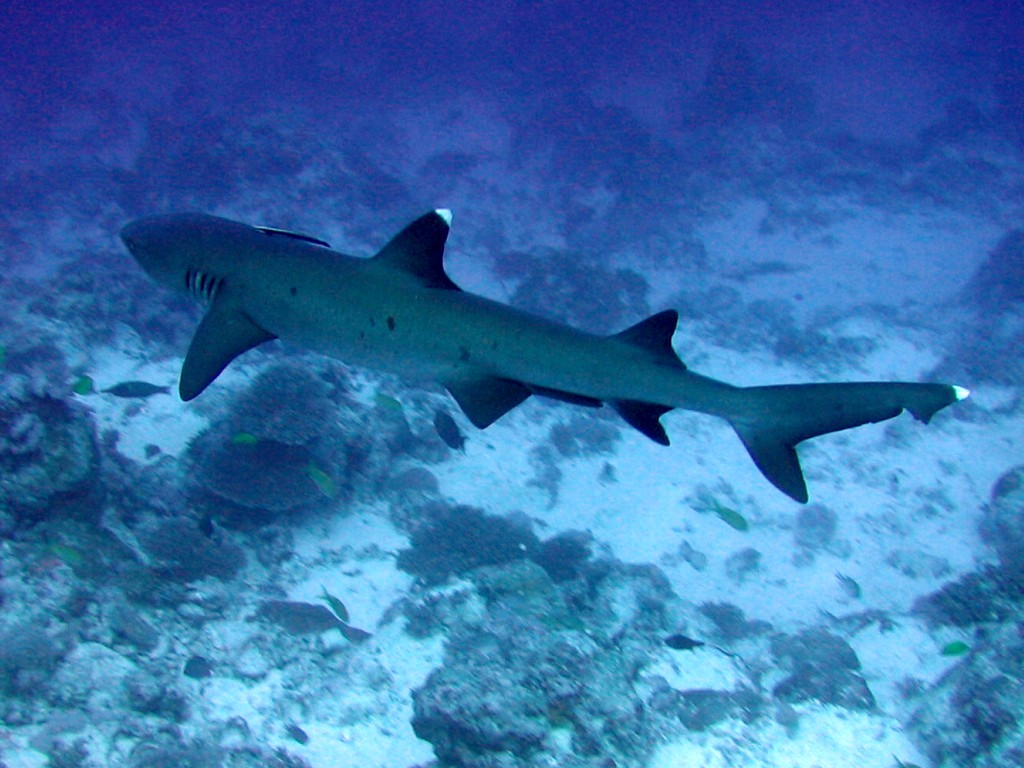
灰三齿鲨

## 栖息地和分布特点
分布于红海、印度洋、太平洋西部的珊瑚礁周围的温水区（出现在水深达330米的地方），以及南海诸岛海域等，也是西沙群岛常见鱼类，多见于邻近礁盘海域（体长多在1米左右）。该物种的模式产地在沙特阿拉伯、红海，常被发现于热带浅水区。

## 形态
灰三齿鲨的背鳍和上尾鳍的顶部都是白色，其上身呈现灰白色或褐色。平均长度约为140～160厘米，最长可达244厘米。头部宽且平。

## 食物
灰三齿鲨的主要食物是甲壳类动物和鱼类（如章鱼、烟管鱼）。

## 习性
灰三齿鲨是居住在下层水域的夜行性动物，白天通常是在休息，有时还分成小组休息。灰三齿鲨不喜欢攻击其他动物，通常被打扰后会游离，但在不断的骚扰下，它可能会咬伤其他动物。晚间在暗礁的缝隙中寻找食物。

## 繁殖
胎生繁殖，一胎有1至5个。妊娠期少于5个月。刚出生的灰三齿鲨长50～60厘米。估计可活25年，5年后成熟。

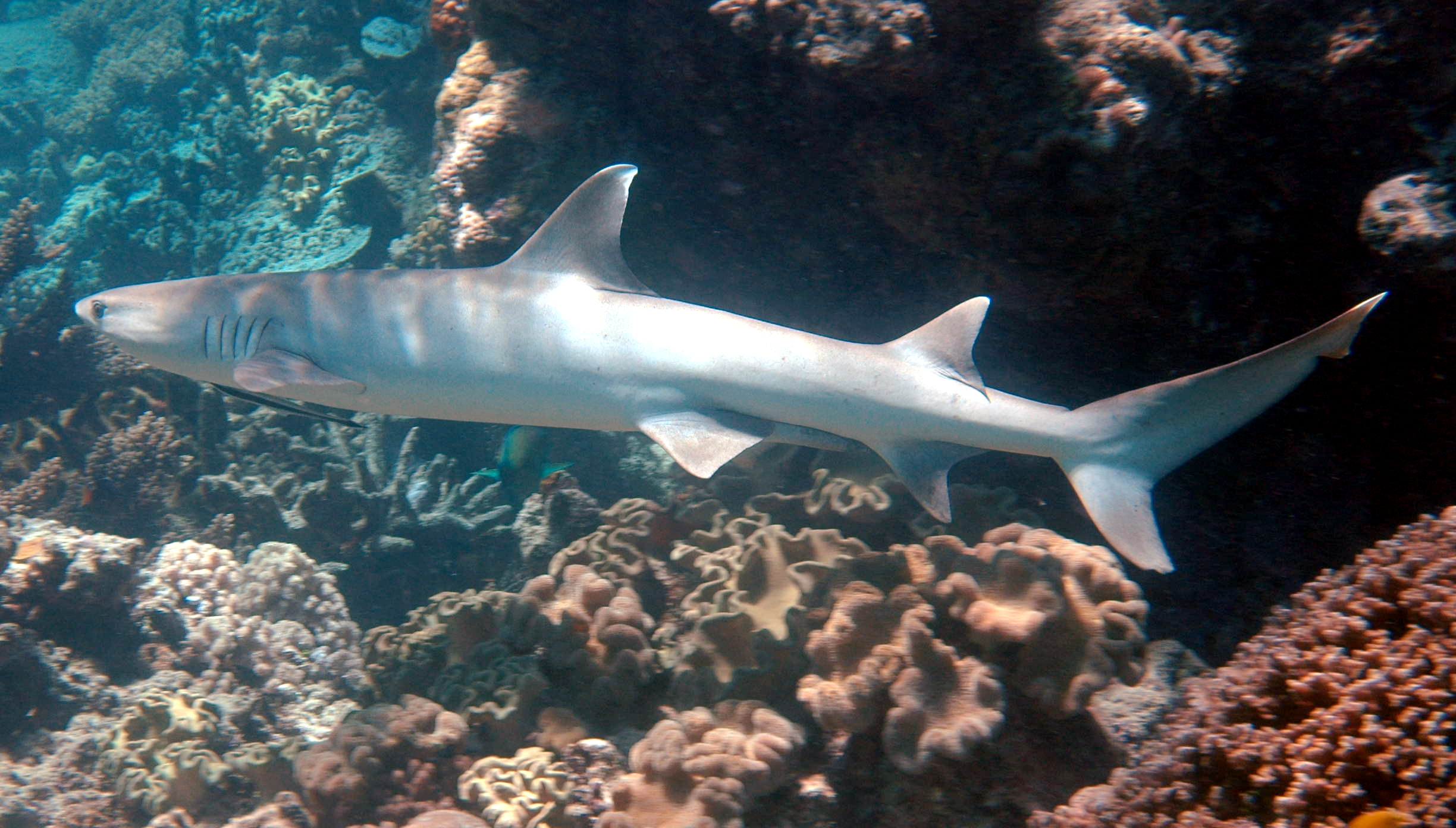
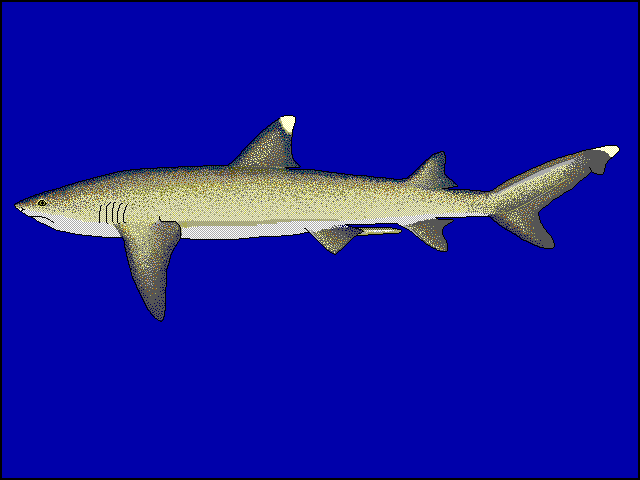
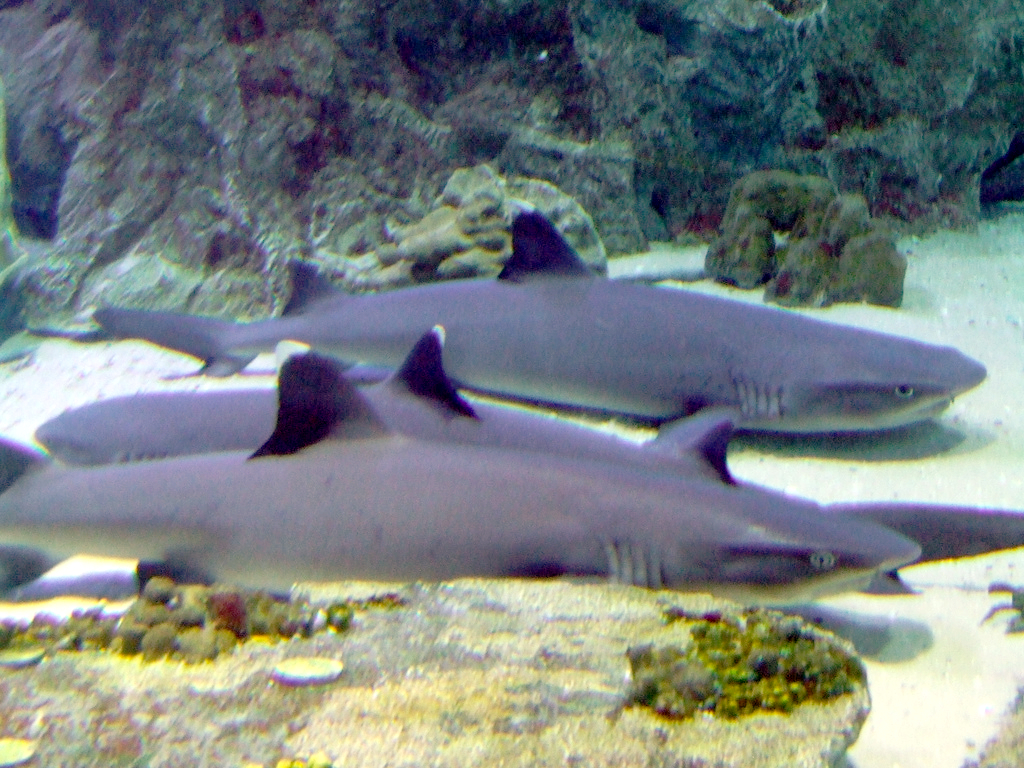
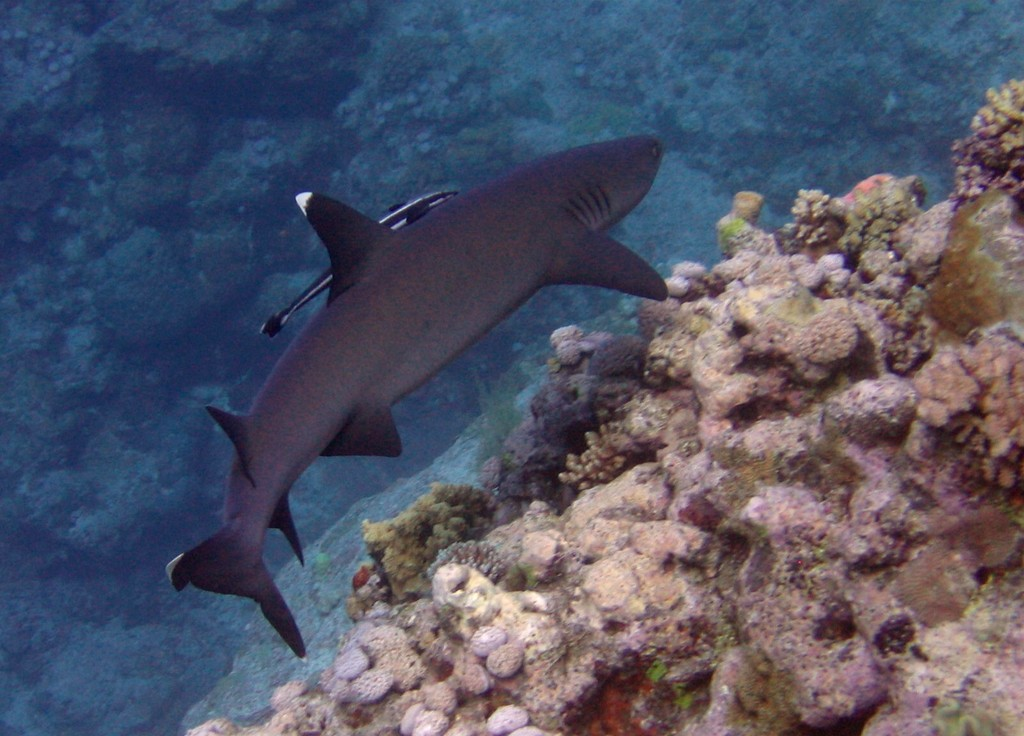